# Deizisau
Deizisau là một thị trấn trong huyện Esslingen của bang Baden-Württemberg miền nam nước Đức. Thị trấn này có diện tích 5,17 km², dân số thời điểm 31 tháng 12 năm 2020 là 6906 người. Deizisau nằm giữa các thị trấn Plochingen và Esslingen. Sông Neckar chảy qua thị trấn này.

## Giao thông
Deizisau có tuyến đường Bundesstrasse 10 chạy qua. Tuyến S-Bahn Stuttgart dừng lại ở Altbach và Plochingen nằm gần với thị trấn này.

## Kinh tế
Hãng Coca-Cola có một nhà máy đặt tại Deizisau.